# كريستوفر غريفز
كريستوفر غريفز هو لاعب كرة القدم الكندية كندي، ولد في 8 يناير 1987 في تورونتو في كندا.